# Beñat Intxausti
Beñat Intxausti Elorriaga (Múgica, Biscaia, 20 de março de 1986) é um ciclista profissional espanhol. Atualmente reside em Amorebieta-Echano.

## Biografia

### Inícios no ciclismo
Natural de Múgica, em sua infância combinava o ciclismo (no verão) com o futebol (o resto do ano, nas fileiras do Gernika Sporting da vizinha e mais povoada localidade de Guernica e Luno).
A torcida de Intxausti ao ciclismo tinha sua origem no seu tio Jon Elorriaga, ciclista amador na equipa Iberdrola, filial da ONZE de Manolo Saiz e onde coincidiu com Alberto Contador. Assim, foi seu tio Jon quem lhe presenteou a sua primeira bicicleta, uma Mendiz que previamente tinha pertencido a Lander Euba, também de Múgica e que chegou a ser profissional com a Euskaltel-Euskadi.

### Categorias inferiores

#### De alevín a júnior no S. C. Amorebieta
Em categorias inferiores correu nas fileiras do S. C. Amorebieta de Amorebieta-Echano. Os jovens ciclistas como ele treinavam com suas bicicletas fazendo voltas à pista de atletismo da localidade. Intxausti tomou parte pela primeira vez numa corrida (que se disputavam aos sábados e domingos) em Gallarta, com onze anos (na categoria alevín), animado por seus familiares.
Quando teve que decidir entre o futebol e o ciclismo, ao chegar a cadetes, optou pelo ciclismo. As equipas de cadetes e juniors da entidade de Amorebieta nos que correria estavam patrocinados por Iberdrola e Umpro-Bizkargi respectivamente.
Em 2001, em seu primeiro ano como cadete, roçou o pódio em duas ocasiões ao ser quarto em ditas provas. Em 2002 conseguiu subir ao pódio em Carranza ao fazer-se com o terceiro posto.
No inverno 2002-2003, já em categoria júnior, disputou várias corridas de ciclocross, ganhando em Idiazabal e subindo ao pódio em mais cinco ocasiões, incluindo um subcampeonato de Euskadi (primeiro entre os de primeiro ano). Já em estrada, a temporada 2003 incluiu quatro postos de pódio (sendo segundo na Bizkaiko Itzulia, a volta por etapas vizcaina), um quarto lugar no campeonato de Euskadi contrarrelógio e um quinto posto na sua corrida de casa em Múgica.
No inverno 2003-2004, já como júnior de segundo ano, subiu ao pódio em quatro ocasiões e foi quinto no campeonato de Euskadi e nono no de Espanha. Na estrada, 2004 seria o ano de seu consagração ao conseguir quatro vitórias (Portugalete, Sopelana, Galdácano e Zalla) e subir ao pódio em mais oito ocasiões: quatro vezes segundo, subcampeonato de Vizcaya em estrada inclusive, e terceiro em outras duas corridas; além desses foi terceiro em sendas etapas das voltas júnior a Vizcaya e Valladolid (nas que concluiu sexto e sétimo respectivamente).
Por outra parte, também assistia a cada ano a presenciar desde as arribas do alto de Montecalvo (situado em Múgica) a Klasika Primavera, uma corrida de profissionais organizada pelo S. C. Amorebieta a que ele pertencia. Por aquela época seu ídolo era o vizcaino Mikel Zarrabeitia, quem chegou a ganhar a prova em 1997.

#### Ciclismo amador
Deu o salto ao campo aficionado na equipa Seguros Bilbao dirigido por Xabier Artetxe. Anos depois, sendo já Intxausti profissional, Artetxe recordar-lhe-ia como um ciclista calculador e com uma "classe" que dizia lhe fazia recordar a David Etxebarria.

##### 2005: ganhador do Torneio Lehendakari
Em 2005 ganhou o Torneio Lehendakari que distingue ao melhor ciclista de 19-20 anos do ciclismo amador basco-navarro e foi segundo no Torneio Sub'23. Para isso, ganhou a corrida de Elorrio e uma etapa da Volta a Salamanca, além de subir ao pódio em mais nove ocasiões (quatro vezes como segundo e cinco vezes como terceiro).
No posterior inverno (2005-2006) voltou a disputar várias corridas de ciclocross, sendo seu melhor posto o terceiro lugar conseguido precisamente em Mújica, sua carreira de casa, na que foi ademais o melhor sub'23.

##### 2006: oito vitórias e estreia Continental
Em 2006 foi o corredor com mais vitórias da equipa, com oito: Hospitalet, Subida a Gorla, uma etapa na Volta ao Bidasoa, Beasain, Campeonato de Euskadi contrarrelógio sub'23, Campeonato de Vizcaya contrarrelógio sub'23, Mañaria e Llanera. No entanto, a temporada deixou um sabor agridoce devido a uma queda na Volta ao Bidasoa, que lhe impediu lutar pela geral na prestigiosa prova amadora guipuzcoana.
Intxausti também participou pela primeira vez em algumas corridas profissionais de categoria Continental da mão da seleção espanhola sub'23, se produzindo dito estreia na Clássica de Alcobendas que ganhou Jan Hruska (3 Molinos Resort), e na que finalizou 102º. Também correu a Clássica Txuma, onde foi quinto, sendo o melhor dos não profissionais numa corrida ganha por Mijaíl Ignátiev (Tinkoff Restaurants) com mais de oito minutos com respeito ao grupo depois de uma fuga de 90 quilómetros. Assim mesmo, em setembro disputou o Tríptico de Barragues, uma corrida belga de categoria Continental na que participavam tanto equipas profissionais de categoria Continental como seleções nacionais com jovens valores neoprofissionais ou (como no caso de Intxausti) aficionados a ponto de dar o salto ao profissionalismo. Nessa seleção estava entre outros o já profissional Diego Milão (Grupo Nicolás Mateos), com quem já sabia que coincidiria a seguinte temporada em seu salto ao campo profissional.
Poucos dias depois o selecionador espanhol Paco Antequera confirmou que Intxausti seria um dos corredores espanhóis que participaria no Campeonato do Mundo sub'23 que celebrar-se-ia em Salzburgo, onde teria liberdade para se mover em estrada. Na sua estreia em dita prova mundialista foi 62º, dentro do grupo principal que chegou a 5" dos fugidos entre os que se encontrava o vencedor Gerald Ciolek, sendo assim um dos três únicos ciclistas espanhóis que conseguiram terminar a prova.

### Ciclismo profissional

#### Com Gianetti e Matxín
Depois de seu grande ano como amador, Intxausti se converteu num corredor desejado por várias equipas profissionais. Finalmente fixou pela estrutura de Mauro Gianetti e Joxean Fernández "Matxín", que contava com uma equipa ProTour (Saunier Duval) e outro Continental (Nicolás Mateos), depois de negociar dita incorporação com Sabino Angoitia, um dos diretores auxiliares de Matxín.
Desse modo ficou descartado seu contrato pela estrutura da Fundação Euskadi dirigida por Miguel Madariaga, que contava também com uma equipa ProTour (Euskaltel-Euskadi) e um Continental (Orbea), e que mostrou sua "desilusão" porque quando tratou de fixar ao prometedor vizcaino o representante deste, Xabier Artetxe, não respondeu e o corredor já tinha assinado com outra equipa.

##### 2007: aprendizagem no filial Nicolás Mateos
Estreia como profissional no ano 2007 com a equipa Grupo Nicolás Mateos de categoria Continental, filial do Saunier Duval-Prodir de categoria ProTour. Ao longo da temporada participou em diversas corridas espanholas de categoria Continental enquadradas no UCI Europe Tour, incluída a Klasika Primavera organizada pelo S. C. Amorebieta.
Esse ano foi quinto na general do Tour do Porvenir, a 1'32" do vencedor Bauke Mollema. Seu melhor momento produziu-se na sétima jornada com final no alto de Super-Besse que ganhou Dario Cataldo, e na que foi terceiro depois de ter realizado um ataque. Meses antes tinha sido também quinto na Côte Picarde, na que finalizou a 11" do vencedor Simon Špilak. Ambas corridas faziam parte do calendário da Copa das Nações UCI sub'23.
Pouco depois teve protagonismo no Mundial sub'23, graças a uma escapada junto a outros cinco corredores que foi neutralizada a 4 quilómetros de meta.

##### 2008: estreia no ProTour sem Grandes Voltas

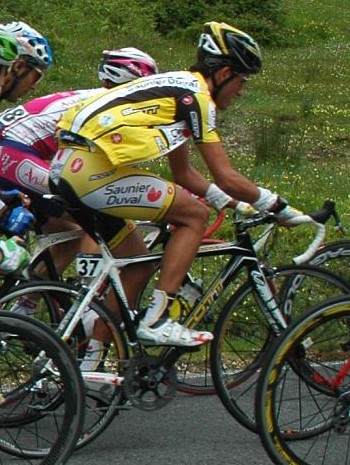
Intxausti, na Euskal Bizikleta 2008.

Em 2008 estreou-se com a equipa Saunier Duval-Scott, de categoria ProTour, no Tour de San Luis celebrado em Argentina, sendo segundo na etapa reina que ganhou o venezuelano Carlos Ochoa por seis segundos. Seu ataque não foi bem recebido por Frank Schleck, quem lhe passou na meta, se resolvendo finalmente a discrepância no hotel depois de lhe oferecer Intxausti sua visão do sucedido. Pouco depois produzir-se-ia a sua estreia numa corrida do máximo nível, ao participar na Paris-Nice.
O corredor basco correu ademais várias corridas disputadas essa primavera em estradas bascas. Assim, em abril disputou a Volta ao País Basco, na que finalizou sendo um discreto 83º. Um dia após o final da rodada basca de categoria ProTour conseguiria ser nono em sua carreira de casa, a Klasika Primavera, ao chegar no grupo principal que terminou a 12" do quarteto cabecero. O corredor destacou assim mesmo o bom ambiente existente na equipa, como suas bromas com o veterano Leonardo Piepoli.
Em junho correu a Euskal Bizikleta (a outra volta por etapas basca, ainda que de menor entidade), que segundo seu diretor Joxean Fernández "Matxín" devia ser um de seus grandes objetivos para esse ano. Nessa corrida impôs-se seu colega de equipa Eros Capecchi graças a uma vitória na etapa final com meta em Arrate, etapa que Intxausti não chegou a acabar.
Ao longo da temporada seguiu estreando-se em corridas ProTour como a Flecha Valona, a Volta a Suíça (na que chegou fora de tempo na quarta etapa) e o Tour de Polónia, ainda que sem chegar a estreiar em nenhuma das três Grandes Voltas.
A temporada da equipa esteve marcada pelos dois positivos por CERA registados no Tour de France por parte de seus dois principais estrelas, os italianos e colegas de habitação Riccardo Riccò e Leonardo Piepoli. Esse duplo caso de dopagem, qualificado por Intxausti como "um pau grande" que lhe afectou, motivou que a empresa Saunier Duval abandonasse o patrocínio da formação, que nos meses restantes passou a se chamar Scott-American Beef.
A esquadra foi excluída da Volta a Espanha pelos acontecimentos protagonizados por suas estrelas na Grande Boucle.
Ademais, as dificuldades para encontrar patrocinadores para a seguinte temporada depois desse dobro positivo deixaram o futuro da formação em entrelinhas. A ausência de um patrocinador para 2009 fez que os gestores dessem liberdade a seus corredores baixo contrato para que pudessem assinar por outra esquadra, possibilitando assim a marcha de José Ángel Gómez Marchante.

##### 2009: problemas da equipa e pinchazo na Volta
Finalmente os responsáveis pela equipa conseguiram os patrocinadores necessários para seguir no pelotão em 2009, renomeando a formação baixo o nome Fuji-Servetto. Pese a que mantinha a licença ProTour, a esquadra tinha um orçamento reduzido e um modelo sem grandes nomes, que se viu alastrada ademais por diversos problemas físicos em forma de lesões ou doença. O próprio Intxausti fracturou-se a clavícula direita na Volta a Castela e Leão, recuperando-se satisfatoriamente e sem necessidade de passar pela paragem de uma lesão que não obstante lhe impediu participar na Volta ao País Basco, um de seus grandes objectivos do ano.
A equipa teve assim mesmo dificuldades para ir às principais carreiras do calendário depois dos escândalos de dopagem protagonizados pelos positivos de suas principais estrelas nas últimas edições do Tour: Maio em 2007 por EPO, Riccò e Piepoli em 2008 por CERA. ASO, empresa organizadora da Grande Boucle, excluiu por esse motivo à formação de corridas como a Paris-Nice (decisão recorrida ante o TAS, que deu a razão a ASO) e o Tour de France. A equipa sim pôde participar não obstante no Giro de Itália, após que a organizadora RCS decidisse finalmente admitir à esquadra (depois de ter desestimado o TAS as exclusões realizadas para suas corridas prévias Tirreno-Adriático e Milão-San Remo), ainda que o convaslecente Intxausti não foi um dos nove eleitos por seus diretores para tomar parte na rodada italiana.
Em sua volta à competição depois de quase dois meses de parada correu a Volta a Catalunha e a Dauphiné Libéré sem resultados destacados, para concluir junho com um quinto posto no Campeonato de Espanha com final no porto do Soplao. Pouco depois, enquanto corria-se o Tour, outro colega viu-se de novo envolvido num caso de dopagem: Ricardo Serrano tinha dado positivo, também por CERA. Depois da paragem obrigatória em julho pelo veto do Tour, em agosto foi quinto na Subida a Urkiola depois de lançar vários ataques, numa corridas que ganhou Igor Antón. Poucos dias depois foi sétimo na Volta a Burgos.
Na Volta a Espanha. Na 10ª etapa atacou na Crista do Galo, último porto do dia, numa cavalgada que lhe serviu para ultrapassar a Alexander Vinokourov e atingir ao fugitivo Linus Gerdemann, sendo ambos cabeça de corrida com 30" sobre o pelotão ao passo pelo cartaz da cume. No entanto, na perigosa descida roçou a queda e sofreu um furo na sua roda traseira pela gravilha presente à estrada, vendo-se obrigado a jogar pé a terra e perdendo assim suas opções de vitória. Intxausti, que considerava que sua renda podia ter sido suficiente para ganhar na meta de Múrcia, deixou patente sua frustração lançando a roda rota uns metros quando esperava ao carro de sua equipa enquanto via impotente como era ultrapassado pelo peloton. Gerdemann sofreu uma queda nessa mesma descida, e a vitória foi finalmente para Simon Gerrans. Posteriormente tentou estar para perto de os favoritos da geral em etapas de montanha como a da Pandera. Sua primeira participação numa grande volta concluiu com um 60º lugar na classificação geral.
A difícil situação da equipa fez que Intxausti procurasse sua saída do mesmo para alinhar pelo Euskaltel-Euskadi, que já tinha manifestado seu interesse por correr ao corredor depois da tentativa frustrada de três anos antes, se comprometendo a lhe guardar uma praça na formação se conseguia se desvincular da esquadra de Matxín, com a que lhe ficava um ano de contrato. Finalmente o ciclista chegou a um acordo com os dirigentes da formação cantabra, e imediatamente depois anunciou-se oficialmente seu contrato pela equipa laranja. Outros corredores destacados, como Juan José Cobo e David da Fonte, deixaram também a equipa para passar a outras esquadras ProTour, se for o caso o Caisse d'Epargne e Astana respectivamente.

#### Breve passo pela Euskaltel-Euskadi
A apresentação oficial de Intxausti como novo corredor do Euskaltel-Euskadi se produziu o 29 de outubro na Sala Pedagógica da Fundação Euskadi em Derio. Ainda que a ideia de Intxausti e de Miguel Madariaga (máximo responsável pela equipa) era assinar um contrato por duas temporadas, o agente do corredor impôs que o contrato fora por uma única temporada.

##### 2010: segundo em País Basco e saída no verão

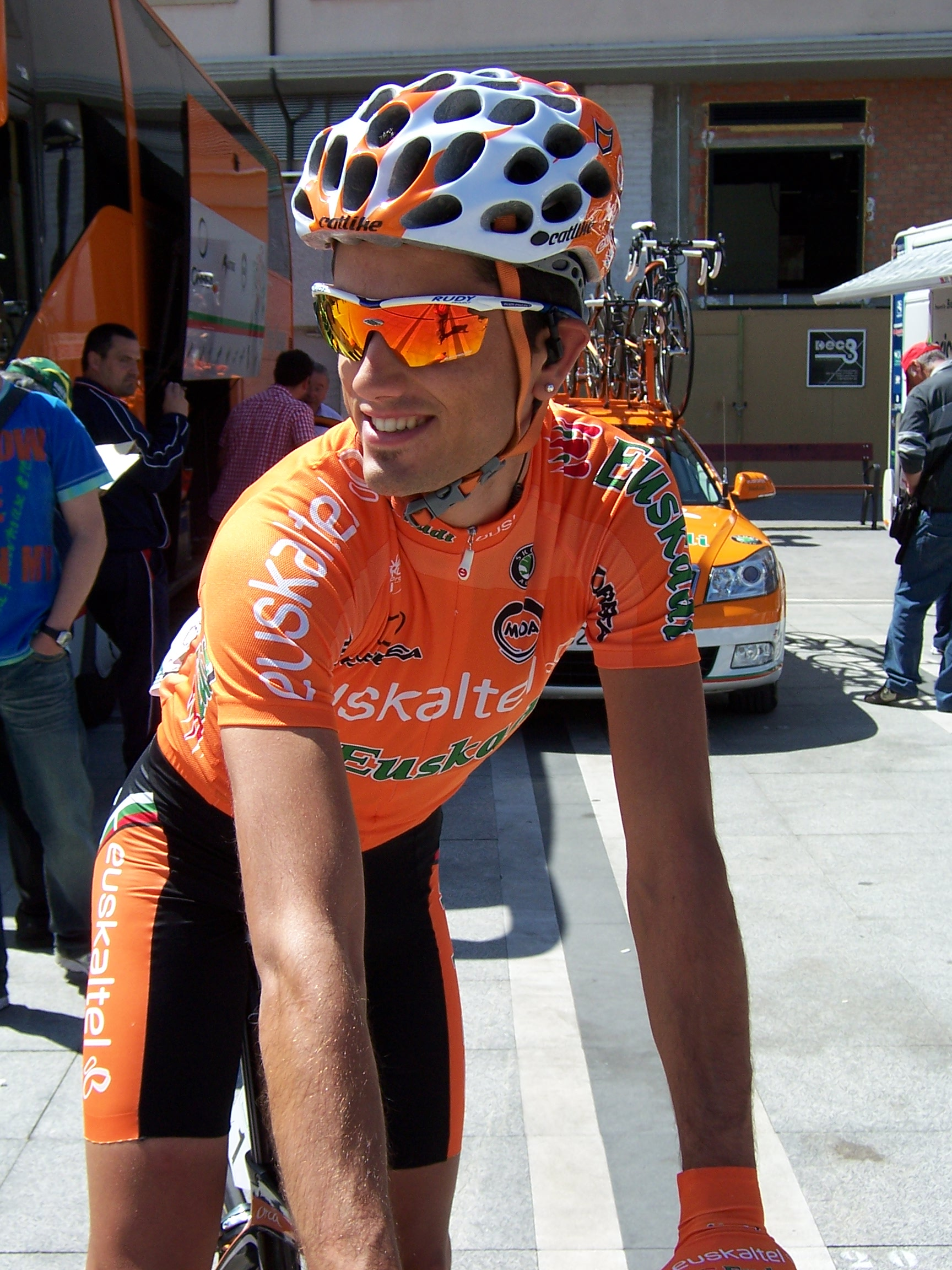
Intxausti, no G. P. de Llodio dias após a Volta ao País Basco.

Já integrado em sua nova formação, durante o inverno se anunciou que iria à Volta a Espanha junto a Igor Antón (chefe de fila para dita corrida), e foi ao velódromo de Anoeta para afinar sua posição aerodinâmica para as contrarrelógios.
Sua estreia produziu-se na Challenge de Mallorca e Paris-Nice. Posteriormente foi décimo no Critérium Internacional disputado em Córcega, onde destacou sua ascensão a L'Ospédale atirando de seu chefe de filas Samuel Sánchez, bem como seu quinto posto na crono final, melhor que Samu (quem não obstante concluiu quarto na general).
Na Volta ao País Basco, a corridas de casa da equipa, foi segundo no geral final, só superado por Chris Horner. Na primeira etapa atacou na ascensão a Putxeta-Las Calizas, formando-se um grupo de favoritos com o que chegaria à meta de Ciérvana, ao invés que o teórico chefe de filas da conjunto laranja Samuel Sánchez, passando assim a ser o ás principal da equipa face à classificação geral. Depois de ceder poucos segundos nas duas etapas de montanha (das quatro seguintes) com finais em Arrate e em Orio (depois de subir Aia), no contrarrelógio final de Orio pôde arrematar sua atuação superando a Joaquim Rodríguez e Jean-Christophe Péraud (terceiro e quarto respectivamente) para conseguir o terceiro posto na geral, subindo ao terceiro degrau do pódio. Depois da desclassificação de Alejandro Valverde por parte da UCI seguindo uma sentença condenatória do TAS por seu envolvimento na rede de dopagem descoberta na Operação Puerto, Intxausti subiu uma posição mais, figurando segundo na classificação final oficial.
Intxausti concluiu essa primeira parte da temporada com sua participação na Volta a Astúrias, onde ganhou a contrarrelógio disputada como sector vespertino na terceira jornada em Pedras Brancas, triunfo que lhe serviu para se colocar como líder provisório da geral. No entanto, na seguinte etapa cedeu a liderança ante Fabio Duarte, para terminar finalmente sendo terceiro na geral, por trás de Tino Zaballa (vencedor da rodada depois de impor-se na quinta e última etapa) e Duarte, ambos de equipas de categoria Continental.
Durante a disputa do Tour de France, que ele não correu, Miguel Madariaga fez público que a equipa se encontrava imerso num período de negociações para reunir o orçamento necessário para continuar no pelotoão em 2011, e explicou que conquanto a equipa seguiria adiante cabia a possibilidade de que alguns corredores estrela (que terminavam contrato) não renovassem ou deixasse de ser ProTour. Madariaga apontou diretamente a Intxausti como um dos homens com menos opções de seguir na equipa ao considerar excessivas as pretensões económicas mostradas pelo corredor durante as conversas para sua possível renovação, culpando de sua não renovação (que, pese a não estar ainda confirmada, dava por feita) ao representante do ciclista. Nos dias sucessivos renovaram com a equipa pro como Samuel Sánchez, Igor Antón, Romain Sicard, Egoi Martínez ou Amets Txurruka, enquanto Intxausti confirmou (através de um chamada à equipa de seu representante Antonio Vaquerizas) que não renovaria com a equipa laranja. O vizcaino mostrou-se satisfeito de seu passo pelo conjunto basco e não descartou a possibilidade de regressar num futuro à equipa de sua terra [sic], ao mesmo tempo em que negou o rumor de que sua não renovação tivesse que ver com não ter sido selecionado para o Tour (já que era algo que tinha lembrado com Galdeano previamente) e destacou que seu objetivo para a Volta a Espanha era ajudar ao chefe de filas Igor Antón e ganhar uma etapa com final em alto. Inxausti assegurou ademais que se se ia não era por dinheiro e que a formação tinha feito todo o possível por lhe reter, mas que sua decisão de mudar de ares era "muito pessoal" e baseada sobretudo em sua juventude e seu desejo de "provar outras coisas".
Já iniciada a Volta a Espanha, no dia que se disputava a 3ª etapa da Volta o diário O Correio publicou que Intxausti tinha chegado a um acordo com o Team Movistar de Eusebio Unzué (continuadora de Reynolds, Banesto e Caisse d'Epargne) para as três seguintes temporadas, notícia que foi confirmada essa manhã tanto pela equipa como pelo corredor, quem se referiu à esquadra navarra como "a melhor equipa para crescer". Na etapa desse dia (com final na ascensão ao Castelo de Gibralfaro de Málaga) cedeu dezanove minutos, circunstância que se deveu ao calor. Seu colega Igor Antón ganhou duas etapas e foi líder durante nove jornadas, até que uma queda na 14ª etapa caminho da ascensão final a Peña Cabarga lhe obrigou a abandonar. Intxausti, 151º na geral a 2h 23' 21" do líder e o pior classificado da conjunto laranja, fechou sua decepcionante atuação retirando-se na seguinte etapa (com final nos Lagos de Covadonga) à altura do quilómetro 50. Sua pobre atuação contrastou assim com as três vitórias de etapa cosechadas pela equipa (duas de Antón, e uma de Mikel Neve depois da retirada do primeiro) e as boas sensações que tinha oferecido o próprio Intxausti no G. P. de Plouay pouco antes da Volta.

#### Movistar, a estrutura de Unzue
Intxausti assinou um contrato com três anos com a equipa Movistar. Seu contrato pela estrutura dirigida por Eusebio Unzué (continuadora de Banesto, ibanesto.com, Illes Ballears e Caisse d'Epargne, e por onde tinham passado corredores como Miguel Indurain, Pedro Delgado ou Abraham Olano), que estreava dita denominação, coincidiu com um momento no que dita formação se encontrava sem um líder claro ao estar sancionado seu chefe de bichas dos últimos anos Alejandro Valverde (suspendido dois anos pela Operação Porto) e não ter logrado as negociações para a incorporação de Alberto Contador (quem finalmente passou ao Saxo Bank dirigido por Bjarne Riis). Intxausti coincidiria assim com ciclistas como Xavier Tondo, Marzio Bruseghin e David Arroio.

##### 2011

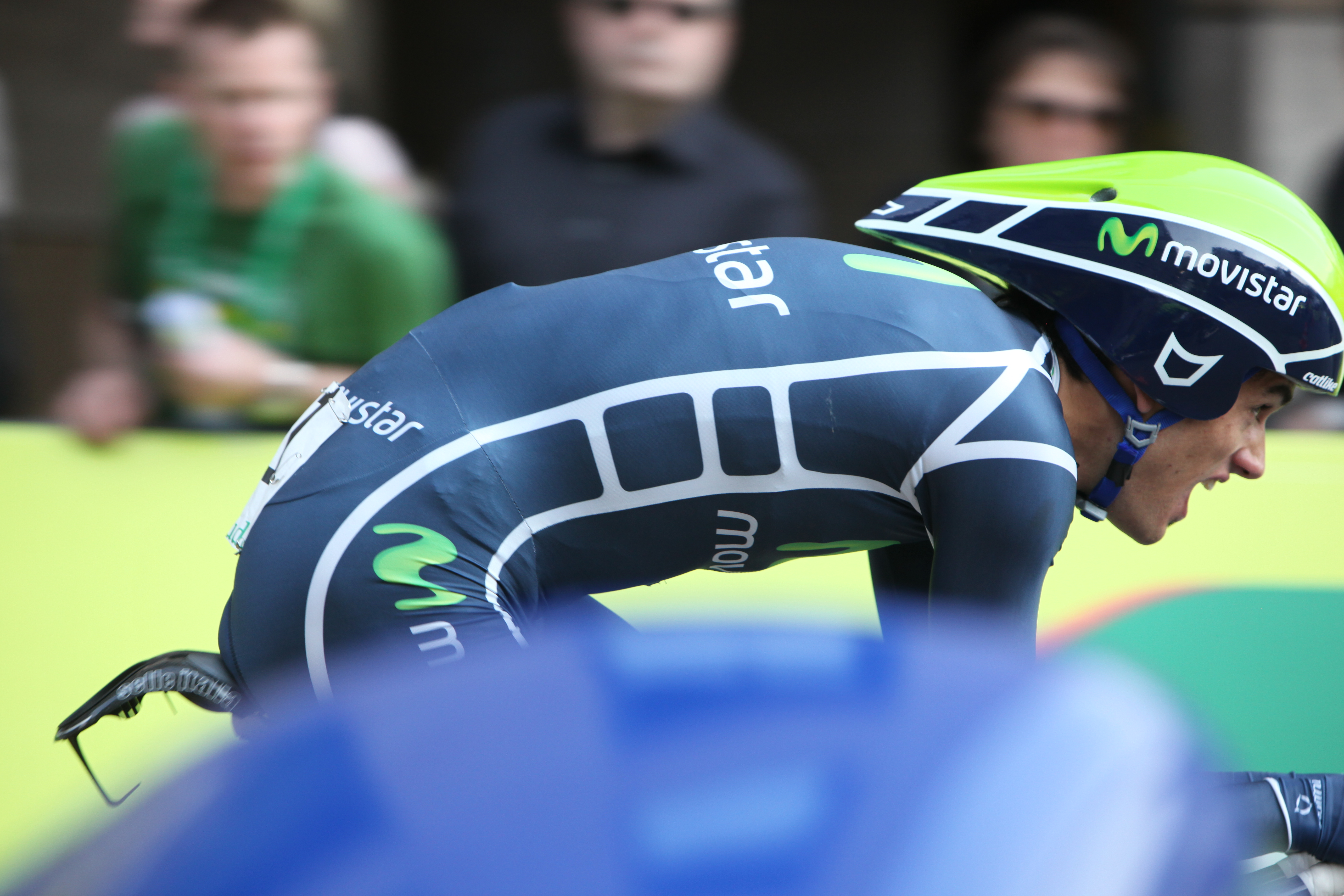
Intxausti, disputando o prólogo do Tour de Romandia, onde concluiria quinto na classificação geral.

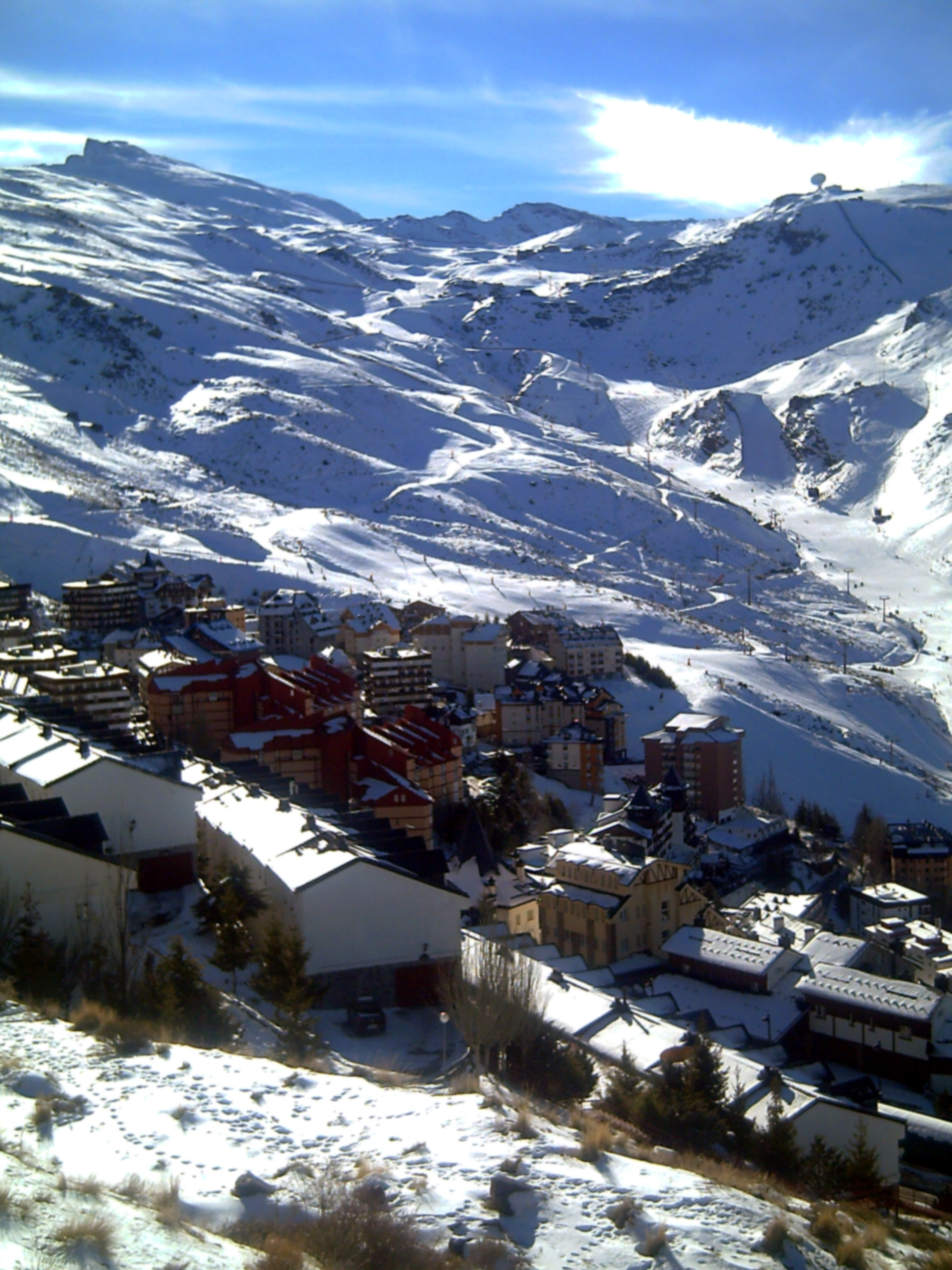
Panorâmica de Pradollano, onde foi testemunha do falecimento de seu colega Xavier Tondo.

Em 2011 seu início de temporada viu-se afectado ao ver-se afetado de uma gripe, circunstância que lhe impediu participar em março na Paris-Nice e o Critérium Internacional.
Devido a isso chegou mais curto de preparação do previsto à Volta ao País Basco, onde seria um dos melhores da equipa junta a Xavier Tondo e David López ante a ausência de um chefe de filas claro. Intxausti concluiu quarto a rodada basca: depois de ceder 9" na final inaugural da Antiga e chegar com os favoritos em Arrate, tentou-o sem fortuna desde longe em Urkiola caminho a Zalla, onde na crono final decidir-se-ia a classificação geral. O melhor classificado do vencedro por equipas Movistar teve que se conformar com a quarta posição, a 16" do pódio, após que Chris Horner e Robert Gesink ficassem empatados a tempos como segundo e terceiro respetivamente, com Andreas Klöden como vencedor. Um dia depois disputou sua carreira de casa, a Klasika Primavera, deixando-se ver junto a seu ex-companheiro Igor Antón nos finalmente infrutíferos movimentos vividos em Montecalvo para terminar fechando o grupo de quinze corredores que se jogou a vitória ao sprint.
Posteriormente participou nas clássicas das Ardenas, completando uma atuação discreta, com o vigésimo posto na Flecha Valona como melhor resultado. O corredor basco fechou sua primeira parte da temporada correndo o Tour de Romandia, animado pelas similitudes que lhe encontrava com a rodada basca. Intxausti finalizou a corrida romanandia no quinto lugar, a 22" do pódio cujo terceiro lugar foi para Alexander Vinokourov, e tendo sido sexto nas duas etapas de montanha dos primeiros dias.
Em maio transladou-se a Serra Nevada para afinar em altitude sua posta a ponto face à sua estreia no Tour. Dita concentração ficaria marcada quando foi testemunha direta do falecimento de seu colega Tondo, entalado pela porta da garagem da moradia que ambos compartilhavam em Pradollano, momentos antes do treinamento que tinham previsto realizar nesse dia. Intxausti lamentou não ter podido evitar o "terrível" acontecimento, que supôs um precipitado final a sua estadia na serra granadina.
Já regressado a casa, não saiu a treinar as duas semanas seguintes ao se achar abatido, perdendo assim seu estado de forma. Seu diretor Eusebio Unzué chamou-lhe por telefone para que tal e como estava previsto antes da morte de Tondo fosse ao Critérium do Dauphiné, ao entender que podia lhe ser benéfico tanto para evadir-se num novo meio como para se preparar face ao Tour. Ainda que seus resultados foram discretos (terminou retirando-se na última etapa), admitiu que lhe tinha resultado benéfico para recuperar a motivação. Posteriormente participou no Campeonato de Espanha de estrada: depois de tentar unir-se a Alberto Contador e seu colega José Joaquín Vermelhas na última ascensão ao Deserto das Palmas, terminou sendo atingido pelo grupo que chegou à meta de Castelão da Plana a 28" do ganhador Vermelhas, finalizando assim décimo-segundo.
Intxausti foi ao seu primeiro Tour de France como um dos pontuais da Movistar, e com a motivação de que o falecido Tondo lhe tinha encomendado a missão de ganhar o maillot branco ao melhor jovem, conquanto o corredor preferiu ser cauto em suas declarações remarcando que devido a sua condição de novato na Grande Boucle devia ir dia e a dia. Sofreu uma queda na primeira etapa, sem que na radiografia posterior lhe fosse detetada fractura alguma. Seis dias depois, depois da acidentada sétima etapa na que sofreram caídas homens como Bradley Wiggins, Chris Horner ou Levi Leipheimer, lhe foram realizadas novas provas; ainda que a RMN revelou que sofria uma fractura na cabeça do rádio, decidiu continuar em corrida. No entanto, no dia seguinte retirou-se durante o decurso da etapa que terminaria em Superbesse, ao considerar que era absurdo seguir.
O vizcaino regressou à competição semanas depois no Circuito de Guecho e a Volta a Burgos, com a vista posta em sua participação na iminente Volta a Espanha. No entanto, na prova burgalesa sofreu uma nova queda que lhe mandou à vala e lhe obrigou a se retirar, descobrindo a conseguinte TAC que se tinha reaberto uma fissura interna; este novo contratempo voltou a afastar da bicicleta e sua rotina de treinamento durante uns dias, pelo que voltava a ir a uma grande volta sem se encontrar nas melhores condições, As sucessivas adversidades às que tinha tido que se enfrentar desde maio lhe tinham deixado ademais "farto, cansado, desmoralizado", e ainda que se autodescartava para a luta pela classificação geral mostrou seu desejo de se encontrar bem na Volta para desistir. Já na rodada espanhola, na quarta etapa se enfrentou a seu regresso a Pradollano, a urbanização de Serra Nevada onde tinha sido testemunha do falecimento de seu colega Tondo e que acolhia a meta nesse dia, revivendo assim novamente o ocorrido; nessa ascensão final ficou ademais descolado dos favoritos e confirmou-se sua predição de que não poderia aspirar aos postos de honra na geral. Já mediada a Volta foi segundo no dia de Manzaneda, fazendo parte da escapada que se jogou uma vitória de etapa que foi para o veterano escalador David Moncoutie. A causa de sua melhoria foi a correção de sua postura sobre a bicicleta por parte do biomecãnico Jon Iriberri ao detetar que desde sua queda no Tour não pedalava corretamente com a sua perna direita, e o corredor destacou a importância que tinha para seu moral esse bom posto na estação de esqui orensana. Ainda que num princípio pareceu que era junto a Bruseghin e Lastras um dos três únicos ciclistas do Movistar que não se viu afetado por uma gastroenteritis de causa virica na etapa de Oyón a Peña Cabarga, finalmente sim se viu afetado por essa circunstância, e no regresso às estradas bascas da Volta depois de 33 anos de ausência não pôde ser protagonista nas etapas de Bilbao e Vitoria.

##### Crítica aos novos dirigentes da sua ex-equipe
Beñat, em 21 de setembro, foi um dos assinantes do comunicado na contramão da nova gestão desportiva do Euskaltel-Euskadi face à temporada de 2013 na que, não renovaram a ciclistas bascos apreciados pela torcida e colegas do pelotão para contratar os corredores estrangeiros (até dita data a equipa se compunha só de ciclistas basco-navarros ou formados em equipas do ciclismo amador basco-navarro). Estes corredores temeram que os estrangeiros pudessem tirar postos no elenco a corredores bascos e assim se limitasse a opção de ser profissional para muitos deles.

##### 2013
Depois dos bons resultados em Giro e Volta a passada temporada, o Movistar Team segue confiando em Beñat como um dos líderes da equipa para a temporada de 2013. A preparação de Beñat Intxausti para o Giro foi muito regular, conseguindo dois postos de mérito em Volta ao País Basco e Tour de Romandia (4º e 5º respetivamente). Também brilhou nas clássicas de casa: Circuito de Getxo (9º) e Klasika Primavera (organizada pelo clube com o que começou no ciclismo) onde conseguiu um meritório 4º posto.
Estes resultados fizeram-lhe chegar com uma boa forma ao Giro de Itália, onde iria como chefe de filas da equipa telefónica. Depois de um começo regular, o ciclista vizcaino conseguiu conseguir uma boa posição o a geral graças ao bom trabalho da equipa na contrarrelógio por equipas da 2ª etapa. No dia 10 de maio de 2013 vestiu-se pela primeira vez com a maglia rosa do Giro de Itália depois de arrebatar-lha a Luca Paolini na 7ª etapa com final o Pescasse. Foi um etapa acidentada onde um dos melhores da corrida o britânico Bradley Wiggins perdeu para perto de minuto e meio com o grupo de favoritos por causa de uma queda. Depois perderia a liderança num contrarrelógio muito difícil para ele. Ao final pôde conseguir um triunfo na etapa 16 deste Giro, dedicando-lha a Xavi Tondo

## Palmarés
- 2010
  - 1 etapa da Volta às Astúrias

- 2012
  - Volta às Astúrias

- 2013
  - 1 etapa do Giro d'Italia
  - Tour de Pequim, mais 1 etapa

- 2015
  - 1 etapa do Giro d'Italia

## Resultados em Grandes Voltas
Durante a sua carreira desportiva conseguiu os seguintes postos nas Grandes Voltas:
| Corrida | Corrida         | 2007 | 2008 | 2009 | 2010 | 2011 | 2012 | 2013 | 2014  | 2015 | 2016 | 2017 | 2018 | 2019 |
| ------- | --------------- | ---- | ---- | ---- | ---- | ---- | ---- | ---- | ----- | ---- | ---- | ---- | ---- | ---- |
|         | Giro d'Italia   | —    | —    | —    | —    | —    | 38.º | 8.º  | —     | 29.º | —    | —    | —    | —    |
|         | Tour de France  | —    | —    | —    | —    | Ab.  | —    | —    | 114.º | —    | —    | —    | —    | —    |
|         | Volta a Espanha | —    | —    | 60.º | Ab.  | 86.º | 10.º | 87.º | —     | —    | —    | —    | —    | —    |

—: não participa

Ab.: abandono

## Equipas
- Grupo Nicolás Mateos (2007)
- Saunier Duval/Scott/Fuji (2008-2009)
  - Saunier Duval-Scott (2008) (até julho)
  - Scott-American Beef (2008)
  - Fuji-Servetto (2009)
- Euskaltel-Euskadi (2010)
- Movistar Team (2011-2015)
- Team Sky (2016-2018)
- Euskadi Basque Country-Murias (2019)